# Liga V
La Liga V, già Onoare, è la quinta divisione del campionato rumeno di calcio. Torneo dilettantistico e provinciale, per importanza è preceduta dalla Liga I, dalla Liga II, dalla Liga III e dalla Liga IV.

## Formato
La Liga V è gestita dai 42 comitati provinciali, ognuno dei quali organizza il suo campionato diversamente. Il formato più utilizzato è quello del girone singolo, ma alcuni comitati dividono le squadre in più gironi, con il numero di squadre che varia da girone a girone.
I campioni di ogni provincia vengono promossi in Liga IV; solo undici comitati organizzano anche il campionato di Liga VI: in questo caso le ultime squadre classificate retrocedono nell'ultimo livello del campionato.

## Gironi
- Liga V Alba
- Liga V Arad
- Liga V Argeș
- Liga V Bacău
- Liga V Bihor
- Liga V Bistrița-Năsăud
- Liga V Botoșani
- Liga V Brașov
- Liga V Brăila
- Liga V București
- Liga V Buzău
- Liga V Caraș-Severin
- Liga V Călărași
- Liga V Cluj
- Liga V Constanța
- Liga V Covasna
- Liga V Dâmbovița
- Liga V Dolj
- Liga V Galați
- Liga V Giurgiu
- Liga V Gorj
- Liga V Harghita
- Liga V Hunedoara
- Liga V Ialomița
- Liga V Iași
- Liga V Ilfov
- Liga V Maramureș
- Liga V Mehedinți
- Liga V Mureș
- Liga V Neamț
- Liga V Olt
- Liga V Prahova
- Liga V Satu Mare
- Liga V Sălaj
- Liga V Sibiu
- Liga V Suceava
- Liga V Teleorman
- Liga V Timiș
- Liga V Tulcea
- Liga V Vaslui
- Liga V Vâlcea
- Liga V Vrancea